# فرناندو پسوآ
فرناندو آنتونیو نگورا د سیبرا پسوآ معروف به فرناندو پسوا (به پرتغالی: Fernando António Nogueira Pessoa) شاعر، نویسنده و همچنین مترجم و منتقد پرتغالی است. منتقدان، وی را تأثیرگذارترین نویسنده جریان‌ساز پرتغالی و از بانیان پست مدرنیسم می‌دانند.

## زندگی
فرناندو پسوآ در سیزدهم ژوئن ۱۸۸۸ در لیسبون پرتغال به دنیا آمد. پدرش، منتقد موسیقی و مادرش زنی دانش‌آموخته از «آزورن» (Azoren) بود. پسوآ پس از مرگ پدر (۱۸۹۳) ده سال (۱۸۹۵–۱۹۰۵) را در «دوربان» (Durban) آفریقای جنوبی گذراند؛ زیرا مادرش با مشاوری پرتغالی ازدواج کرده بود و به این دلیل به آنجا رفتند. در این زمان، زبان انگلیسی را آموخت و با اندیشهٔ روشنفکری آشنا شد. در سال ۱۹۰۶ به لیسبون بازگشت و می‌خواست در رشتهٔ ادبیات به کسب دانش بپردازد، ولی پس از یک سال اندیشهٔ آن را از سر بیرون کرد. در سال ۱۹۰۷ در فکر پایه‌گذاری چاپخانه فرورفت و پس از چند ماه ورشکست شد. وی در سال ۱۹۰۸ نمایندگی شرکت‌های تجاری را پذیرفت و تا پایان زندگی همین پیشه را ادامه داد.

## ارزش ادبی
سوداد، همانی که تنها،
پرتغالی‌ها می‌توانند دریابند.
این واژه تنها از آنِ آنان است،
تا با آن احساس‌شان را بازگو کنند.
سروده‌ای از فرناندو پسوآ در اشاره به ویژگی واژه سوداد برای پرتغالی‌ها.

کتاب دلواپسی که پسوا بیش از بیست سال زمان برای نوشتن آن سپری کرد، سندی از اندوه هستی گرایانهٔ اوست. این کتاب به اموری چون پیدایش انسان، مفهوم زندگی و اسرار منِ خویش می‌پردازد.
پس از پیدا کردن دوبارهٔ دست نوشته‌های پسوا در سال ۱۹۸۲، جهانیان بی‌درنگ به شایستگی‌های ستودنی وی پی بردند و دریافتند که او همزمان بزرگترین نویسندهٔ قرن پرتغال، نخستین پایه‌گذار نوگرایی در کشورش و نخستین بانی پسانوگرایی در جهان بوده‌است.
فرناندو پسوا به شدت تحت تأثیر ژرف‌اندیشی و جهان‌نگری «خیام» بوده و هرجا که فرصتی یافته، لب به ستایش وی گشوده‌است. کتاب دلواپسی نیز به گونه‌ای با اندیشهٔ خیام گره خورده‌است. پسوا را در زمینه سرایندگی با ریلکه و در زمینه نثر با شکسپیر قابل مقایسه دانسته‌اند.

## در زبان فارسی
- کتاب دلواپسی، توسط جاهد جهانشاهی ترجمه و به وسیله نشر نگاه در سال ۱۳۸۴ منتشر شده‌است.[۲]
- کتاب فاوست، که سروده‌های فلسفی- نمایشی او را در خود جای داده، بدست «علی عبداللهی»، به فارسی، برگردان شده و از سوی نشر نگاه انتشار یافته‌است.[۳]
- دریانورد نام نمایشنامه‌ای از فرناندو پسوا است که به فارسی برگردان شده‌است.[۴]
- «بانکدار آنارشیست و دریانورد» توسط «علیرضا زارعی» ترجمه و از سوی انتشارات هرمس منتشر شده‌است.[۴]

## اظهار نظرها در مورد پسوا
«رزا دیاز»، سراینده و فیزیکدان؛ خواهرزادهٔ فرناندو پسوا، در گفتگویی بیان داشته‌است:
«فرناندو دایی من بود و من نزدیک به پنج سال با او زندگی کردم. من تنها او را به عنوان دایی‌ام به یاد دارم، نه سراینده. نمی‌دانستم که او نویسنده و سراینده‌است و پسوا را بیشتر مردی شرمسار می‌دیدم. مادرم هر چه را از او به جا مانده بود، به کتابخانهٔ ملی بخشید. با این همه، هنوز اندیشه‌های اسرارآمیز وی بر کسی آشکار نشده‌است.»

## بیماری
فرناندو پسوآ دچار بیماری اختلال چندشخصیتی بود. این بیماری، گونه‌ای آشفتگی روانی است که در اثر تنش یا فشارهای ناشی از برآورده نشدن نیازهای روحی-جسمی (به سبب عملکرد عوامل برونی یا درونی) پدید می‌آید و گونه‌ای از بیماری کلی «روان‌نژندی» (نوروتیک) به‌شمار می‌رود. در این بیماری، فرد دارای چند شخصیت به کلی «دیگرگون» است که چه بسا در تضاد با یکدیگر باشند.
سنگینی این بیماری چنان بود که او همزادهای خود را «نامگذاری» و برای آنها مدرک تحصیلی و پیشه و حتی سلیقه و فرم و مفهومی که سروده را در بر می‌گرفت، برگزید.
همزادهای پسوآ - سرایندگانی گمانی که چکامه‍های راستین می‌نوشتند- بر این پایه بودند:
«آلبرتو کائیرو»، دوستدار طبیعت، یکتاپرست و هیچ‌انگار، تجلی سرایندهٔ بی‌گناهی که سروده‌هایش بی‌زرق و برق بودند و فرم آزاد داشتند و از زمانی پرتره‌اش در پسوآی بیست و شش ساله باقی‌ماند که تلاش کرده بود دربارهٔ طبیعت و گوسفندها بسراید. پسوآ او را استاد و حد میانهٔ خود و «ریکاردو ریش» می‌دانست. او آن کسی بود که پسوآ دلش می‌خواست بشود و نشده بود؛ سراینده‌ای نوین و همساز با طبیعت. «آرش ریکاردو ریش»، دکتر در دانش پزشکی، که نه ماه مسن‌تر از پسوآ بود، ریچارد کایرو در این سرایندهٔ شک‌گرا، به صورت اصول اخلاقی اپیکوری درآمد. سروده‌های او موزون، ولی بی‌قافیه بود و شبح آن، زمانی پدید آمد که پسوآ ۲۴ ساله بود و تلاش داشت، سرودهٔ کفرآمیز بنویسد. چکامه‌های این سرایندهٔ فانی، که به سبک نئو کلاسیک‌ها نزدیک بود، از گوناگونی برخوردار نبودند و گاهی، بیانی سوگناک و آرام داشتند و به همین گونه نیز به کفر نزدیک می‌شدند و از طبیعت و سرخوشی دوری می‌گزیدند.
البته پسوآ نام‌های دیگری هم داشت. بجز این، هر کدام از شخصیت‌های سه‌گانهٔ بالا، «من» های دیگری هم داشتند. پسوآ در جایی نوشت:
«من به همهٔ اینها گوشت و خون دادم، کارآمدی‌هایشان را سنجیدم، دوستی‌هاشان را شناختم، گفتگوهایشان را شنیدم… به نظرم رسید که در بین آنها، آفریننده‌شان، کمترین چیز است… انگار همهٔ اینها جدا از من رخ داده بود و همچنان نیز رخ خواهد داد…»
و پیش از آن نوشته بود:
«ذهنم به چنان درجه‌ای از نرمش رسیده‌است که می‌توانم در هر حالت روحی‌ای که آرزو می‌کنم، قرار گیرم و در هر وضعیت دلخواه ذهن وارد شوم.

## مرگ
فرناندو پسوا در سی‌ام نوامبر ۱۹۳۵ به سبب بیماری کبدی (گونه‌ای قولنج کبد) درگذشت. وی تا هنگام مرگ، کمابیش ناشناخته ماند.
ادعا شده که پس از سال ۱۹۸۲، بسیاری از نویسندگان سبک‌شناس دنیا به گونه‌ای از پسوا تأثیرپذیر بوده‌اند.

## نگارخانه

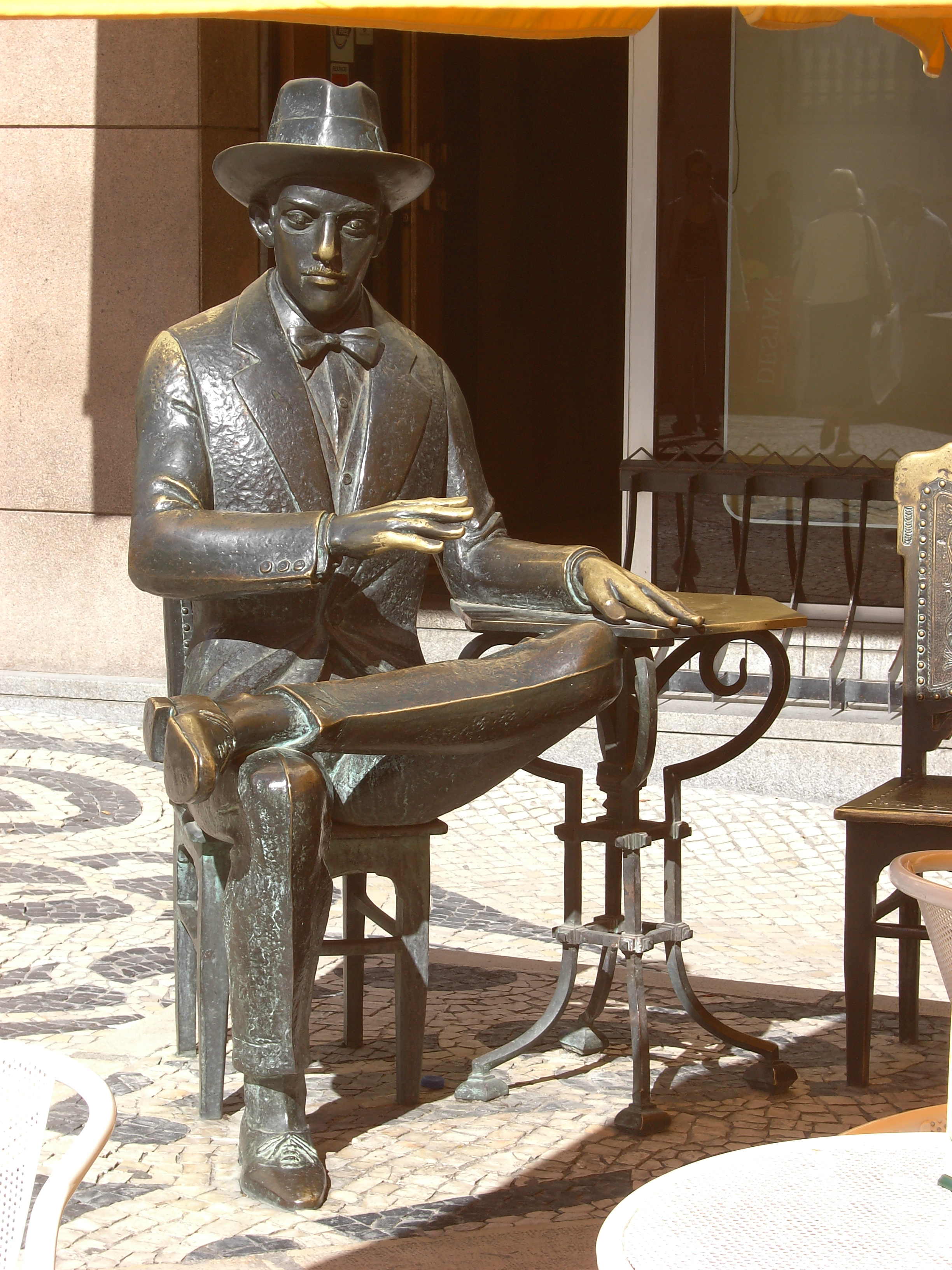
مجسمه پسوا در بیرون قهوه‌خانه‌اش.
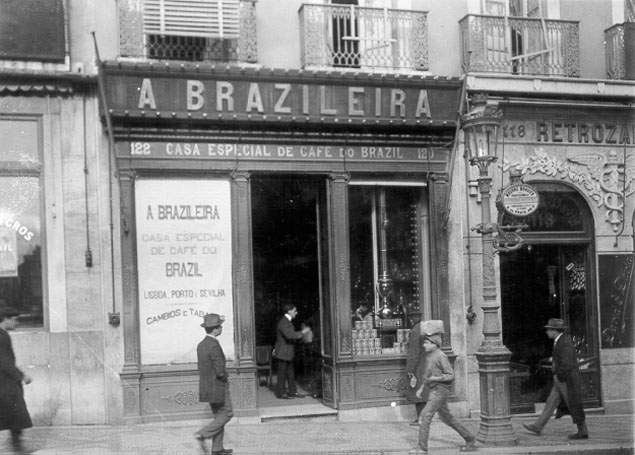
پسوا قهوه‌خانه‌اش را در سال ۱۹۰۵ میلادی تأسیس کرد
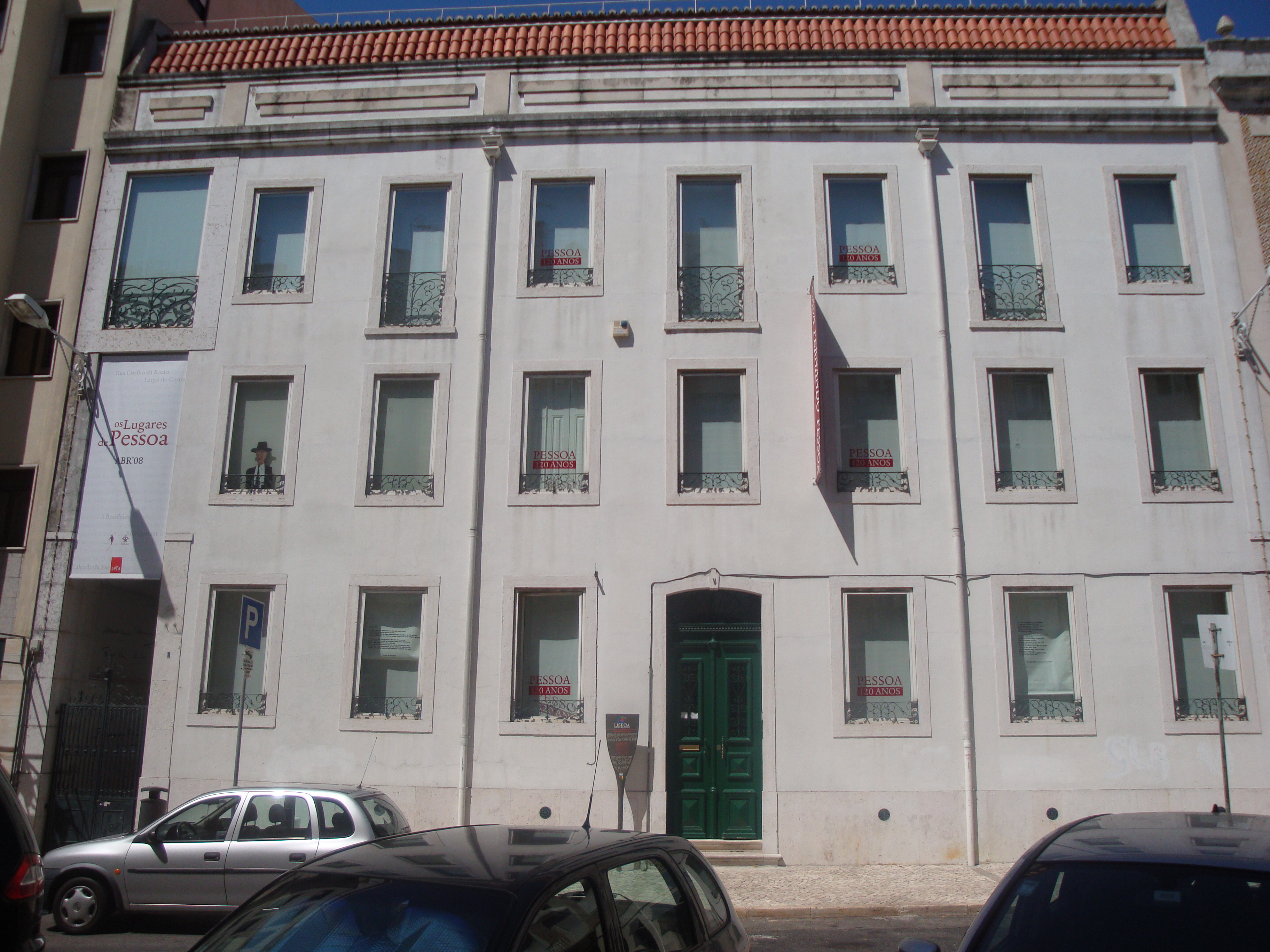
آخرین خانه پسوا که اکنون تبدیل به موزه شده.
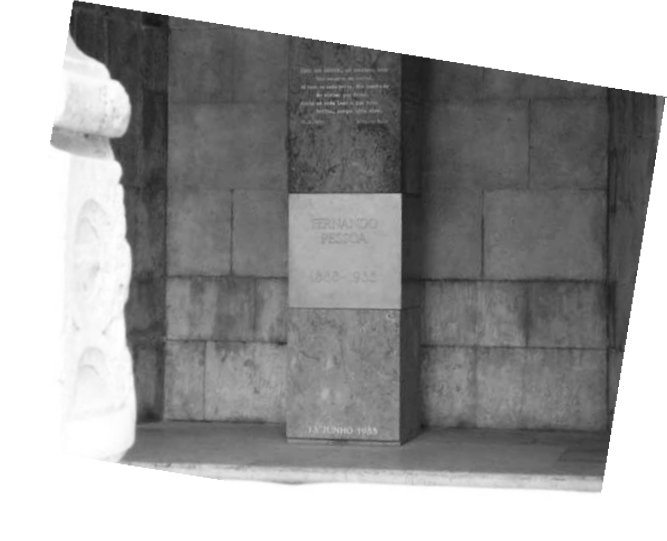
آرامگاه پسوا در لیسبون در کلیسای Jerónimos Monastery در سال ۱۹۸۸ میلادی.